# Sekvenser (tärningsspel)
Sekvenser, även kallat sekvensspelet, är ett tärningsspel med enkla regler och utan skicklighetsmoment, vilket gör det till ett familjespel där även små barn kan vara med. Sex tärningar erfordras samt ett protokoll för att notera poäng.
Deltagarna turas om att kasta tärningarna, alla sex på en gång, och skriver därefter ner eventuella poäng. För att vara poänggivande ska kastet innehålla en sekvens från 1 och uppåt, ju längre desto bättre. Lägsta poängen (5) ges för sekvensen 1–2 och den högsta poängen (25) självfallet för sekvensen 1–2–3–4–5–6.
Den deltagare som nått 100 poäng eller mer, när alla har kastat lika många gånger, vinner spelet.
Vissa tilläggsregler förekommer, till exempel att ett kast med sex 6:or ger 60 poäng eller att ett kast med tre 1:or reducerar spelarens poäng till noll.

## Varianter
I varianten hearts används sex speciella tärningar, vars sidor är märkta med bokstäverna H, E, A, R, T och S. Målet är att få så många bokstäver i följd som möjligt, med början på bokstaven h, i ordet "hearts".